# Алессо Бальдовінетті
Алессо Бальдовінетті (італ. Alesso Baldovinetti, 14 жовтня 1425 — 29 серпня 1499) — італійський художник Флорентійської школи, майстер художньої мозаїки і творець вітражів епохи раннього Відродження.

## Життєпис
Походив з родини багатих торгівців Гальяно. Народився 1425 року у Флоренції. Замолоду виявив хист до малювання. Навчався у Доменіко Венециано. У 1448 році став членом гільдії художників Святого Луки.
У 1454 році працював разом з Андреа дель Кастаньо, а 1460 року завершив незавершені Доменіко Венеціано фрески у церкві Сант Еджідіо (Святого Егілдія), які не збереглися до XXI сторіччя.
У 1471 році виконував замовлення на створення фресок для церкви Сан-Триніта. Завершив цю роботу у 1472 році. З 1481 по 1495 рік Алессо Бальдовінетті був зайнятий головним чином реставрацією романських мозаїк в баптистерії Сан-Джованні та церкви Сан-Міньято-аль-Монте у Флоренції.
У 1497 році виконав серію портретів видатних громадян Флорентійської республіки. За це отримав від спеціальної комісії 1000 флоринів.
Помер 1499 року в лікарні Сан-Паоло у Флоренції. Серед його учнів найвідомішим є Доменіко Гірландайо.

## Творчість
Бальдовінетті багато експериментував з мальовничими техніками: намагався замінити темперою традиційну техніку фрески, малювати лессіровками по золотому ґрунту, вигадував нові способи ґрунтовки полотна і дошки, винаходив нові методи побудови композиції.
У його творах узагальнені модельовані форми окреслені різкими контурами, напрямок кожної лінії підпорядковано ритмічному строю всієї композиції, кольори контрастні і покладені в суворому систематичному порядку, незвичайному для XV століття.
Найвідомішими картинами є «Благовіщення» (бл. 1453 рік), «Благовіщення» (бл. 1458 року), «Різдво Христове» (1460–1461 роки); «Мадонна» (1464–1465 роки), «Портрет молодої жінки в жовтому» (1464–1465 роки).